# Le Bal des vampires
Pour les articles homonymes, voir Le Bal des vampires (homonymie).
Pour plus de détails, voir Fiche technique et Distribution.
Le Bal des vampires (The Fearless Vampire Killers, or Pardon Me, But Your Teeth Are in My Neck) est un film anglo-américain réalisé par Roman Polanski, sorti en 1967.
Écrit par Gérard Brach et produit par Gene Gutowski, il raconte l'histoire d'un chasseur de vampires gâteux (Jack MacGowran) et de son assistant maladroit (Roman Polanski) qui se rendent dans un petit village de montagne où ils trouvent des traces évidentes de vampires. L'assistant est séduit par la fille du tavernier local, Sarah (Sharon Tate), qui est rapidement enlevée. Déterminés à sauver la jeune fille aux formes généreuses, ils affrontent le comte vampire dans son château.
Le film a été adapté en comédie musicale sous le même titre (première adaptation en allemand sous le titre littéral Tanz der Vampire).

## Synopsis
Le professeur Abronsius et son fidèle assistant Alfred s'emploient depuis des années à devenir de parfaits chasseurs de vampires, bien que leurs entourages trouvent cela ridicule, Abronsius étant surnommé à son université « le cinglé ». Leur quête les mène au fin fond de la Transylvanie, dans une auberge miteuse nichée dans la campagne. Alfred s'éprend alors de la fille de leurs hôtes, la belle Sarah, juste avant que cette dernière ne soit enlevée. En suivant sa trace, les deux compères aboutissent au château du comte Von Krolock et de son fils qui préparent leur bal annuel des vampires…

## Fiche technique
Sauf indication contraire, les informations mentionnées dans cette section peuvent être confirmées par les bases de données cinématographiques IMDb et Allociné,  présentes dans la section « Liens externes ».

Le logo de la Metro-Goldwyn-Mayer parodié au début du film avec Leo le lion qui se transforme en vampire.

- Titre original : The Fearless Vampire Killers, or Pardon Me, But Your Teeth Are in My Neck
- Titre français et québécois : Le Bal des vampires
- Titre anglais alternatif : Dance of the Vampires
- Réalisation : Roman Polanski
- Scénario : Gérard Brach et Roman Polanski
- Musique : Krzysztof Komeda
- Direction artistique : Fred Carter
- Décors : Wilfred Shingleton
- Costumes : Sophie Devine
- Photographie : Douglas Slocombe
- Son : Lionel Selwyn, George Stephenson, Len Shilton
- Montage : Alastair McIntyre
- Production : Gene Gutowski
  - Production déléguée : Martin Ransohoff
- Sociétés de production[1] : Cadre Films (Royaume-Uni), Filmways Pictures (États-Unis)
- Société de distribution : Metro-Goldwyn-Mayer
- Budget : 2 millions de $[2]
- Pays de production :  Royaume-Uni,  États-Unis
- Langue originale : anglais
- Format[3] : couleur (Metrocolor) - 35 mm - 2,35:1 (Cinémascope) - son Mono RCA Sound Recording
- Genre : comédie, épouvante-horreur
- Durée : 108 minutes
- Dates de sortie[4] :
  - États-Unis : 13 novembre 1967
  - Québec : 1967[5]
  - France : 1er avril 1968 (sortie nationale) ; 18 octobre 2006 (ressortie) ; 28 avril 2010 (ressortie)
  - Canada : 21 février 1968
  - Royaume-Uni : 4 décembre 1968
- Classification[6] :
  - Royaume-Uni : interdit aux moins de 12 ans (12 - Suitable for 12 years and over)
  - France : tous publics[7]
  - Québec : tous publics (G - General Rating)[5]
  - Suisse romande : interdit aux moins de 10 ans[8]
- Affiche : Clément Hurel (France)

## Distribution
- Jack MacGowran (VF : Roger Carel) : le professeur Abronsius
- Roman Polanski (VF : lui-même) : Alfred, l'assistant du professeur
- Alfie Bass (VF : Jacques Marin) : Yoine Shagal, l'aubergiste
- Jessie Robins (VF : Hélène Tossy) : Rebecca Shagal, la femme de l'aubergiste
- Sharon Tate : Sarah Shagal, la fille des aubergistes
- Ferdy Mayne (VF : Paul-Émile Deiber) : le comte Von Krolock
- Iain Quarrier (VF : Hubert Noël) : Herbert von Krolock, le fils du comte
- Terry Downes : Koukol, le domestique bossu du comte
- Fiona Lewis : Magda, l'employée de l'auberge
- Ronald Lacey : l'idiot du village
- Sydney Bromley (VF : Lucien Raimbourg) : le conducteur de traîneau
- Andreas Malandrinos : un bûcheron
- Otto Diamant : un bûcheron, M. Peres
- Matthew Walters : un bûcheron

## Analyse
Le film introduit de la comédie, du burlesque, une farce avec la loufoquerie dans l'épouvante et le fantastique. C'est une parodie des films vampiriques produits par la Hammer, alignant volontairement les clichés avec aussi des influences du Nosferatu de Murnau et du Vampyr de Carl Dreyer,.
Le portrait sur le mur de la chambre d'Alfred dans le château du comte Von Krolock est celui de Richard III, roi d'Angleterre de 1483 à 1485. Dans la chambre occupée par Abronsius, on aperçoit derrière le lit un portrait de Marcus Gheeraerts. Un autre portrait du château est celui d'une vieille femme, inspiré d'un croquis de Léonard de Vinci, et qui représenterait Margarete Maultasch, comtesse du Tyrol (1318-1369). La salle du bal est quant à elle ornée d'une fresque reprenant le Triomphe de la Mort de Pieter Brueghel l'Ancien.

## Production
C'est le producteur Martin Ransohoff qui a insisté pour que Sharon Tate obtienne un rôle dans le film. Pour sa part, Roman Polanski songeait plutôt à Jill St. John. Polanski avait conçu le rôle du professeur Abronsius pour l'acteur Jack MacGowran, qu'il avait connu pendant le tournage de Cul-de-sac.
Comme ce sera plus tard le cas sur Quoi ? (même si cela s'apparente plus à un caméo), mais surtout sur Le Locataire, Polanski n'est pas crédité comme acteur sur son propre film.
Les tournages extérieurs ont eu lieu lors de l'hiver 1966 près d'Ortisei dans le val Gardena, dans les Dolomites italiennes. Le décor du château a été construit dans les studios de la MGM à Borehamwood dans le Hertfordshire en Angleterre. L'auberge juive de Shagal est la reconstitution exacte d'un hôtel juif d'Europe centrale au XIXe siècle.
Au grand dam de Roman Polanski, la MGM, qui avait un droit de regard sur le montage final, opéra de notables retouches sur une première version exploitée aux États-Unis. Aux scènes mutilées, voire complètement disparues, ont été ajoutées, en effet, des passages réalisés en parallèle : un prologue de 20 minutes démontrant ce qu'était un vampire, ainsi qu'un dessin animé introductif dévoilant une bonne part de l'intrigue. À la suite du flop retentissant de cette première mouture, la MGM se résolut à mettre la version de Polanski sur le marché. Le succès fut, cette fois, au rendez-vous.